# Dextroamfetamină
Dextroamfetamina (denumită și dexamfetamină și (S)-amfetamină) este un medicament stimulant SNC utilizat în tratamentul tulburării hiperchinetice cu deficit de atenție (ADHD) și al narcolepsiei. Căile de administrare disponibile sunt cea orală și transdermică. Este enantiomerul amfetaminei.